# Alexeï Razoumovski
Pour les articles homonymes, voir Razoumovski.
Le comte Alexeï Kirillovitch Razoumovski (Алексей Кириллович Разумовский), né le 12 septembre 1748 à Saint-Pétersbourg et mort le 5 avril 1822 à Potchep, dans le gouvernement de Tchernigov, est un homme politique russe, ministre de l'Instruction publique de la Russie impériale du 11 avril 1810 au 10 août 1816.

## Biographie
Alexeï Razoumovsky est le fils du comte Cyrille Razoumovsky. Son château de Gorenki, près de Moscou, était renommé pour son parc aménagé par Fischer.
Il était le père naturel du général Perovski et du diplomate et gouverneur Nikolai Perovski.
En 1810, il est à l'origine de la rédaction par Joseph de Maistre, alors ministre de Sardaigne à Saint-Pétersbourg, des Quatre chapitres sur la Russie.
Franc-maçon, il est membre des loges de Saint-Pétersbourg "La Concorde Parfaite" (1771-1772) et "Les Neuf (Trois) Muses (1774)", qui en 1775 souscrit à la traduction de l’Iliade par Casanova.